# 121330 Colbygoodloe
121330 Colbygoodloe è un asteroide della fascia principale. Scoperto nel 1999, presenta un'orbita caratterizzata da un semiasse maggiore pari a 3,0880937 au e da un'eccentricità di 0,2235740, inclinata di 7,03339° rispetto all'eclittica.